# Roaming Shores
Roaming Shores – wieś w Stanach Zjednoczonych, w stanie Ohio, w hrabstwie Ashtabula.